# 周苏红
周蘇紅（1979年4月23日—），浙江湖州長興縣人，祖籍江蘇蘇州；中华人民共和国运动员、政治人物。曾任中國女排主力接應二傳，身披6號球衣。
周身高1米82，扣球高度3米13；技術全面，曾在国家队披7號球衣；隨隊獲得2003年世界杯、2004年雅典奧運會雙料世界冠軍；2008年，又在北京奥运会上获得季军。其前夫湯淼，是前中國男排主力接應二傳；后因伤退役。

## 排球经历
周苏红自1990年，在浙江长兴县少年体校进行排球训练；1994年，进入浙江省女排队；两年后，入选国家青年队；1998年，入选国家沙滩排球队；1999年进入国家女排队，身披7號球衣。
在她的职业排球生涯中，曾经打过自由防守人、主攻，以及接应二传；在国家队，她的位置是接应二传，在2003年世界杯的“扣球榜”上，她排名第六，是中国队仅次于赵蕊蕊的扣球手；而在防守中，她是国家队“自由防守人”张娜之外的第二个防守点。
2008年北京奥运会后，中国国家女排队改组，30岁的周苏红和当年夺得雅典奥运会金牌的“战友们”，都不在新一届国家女排的名单里。有消息透露，周苏红已经选择退役，将全身心照顾因伤致残的丈夫汤淼。但此消息很快被否认。
2009年3月，周苏红第七次当选浙江省“十佳”运动员。当年10月，从浙江开元女排转会到广东恒大女排；跟随郎平教练，在2009年赛季成功协助恒大女排晋级全国排球甲A联赛。随后，周苏红进入浙江大学研读教育学专业，并担任浙江体育职业技术学院大球系副主任。
2010年，在俞觉敏接任中国女排主教练后，31岁的周苏红重回国家队，改披6号球衣。10月24日，复出后的周苏红首次亮相在中国女排与塞尔维亚女排的热身赛中。在随后举行的2010年广州亚运会上，周苏红和队友们成功卫冕，使中国队再次蝉联了亚运女排冠军。其个人表现被评价为“球队的精神领袖”；特别是在决赛中，在与韩国队的决胜局，当中国队以12比14落后时，周苏红先是利用跑动进攻夺回一分，后又发球造成对方失误，直接得分；从而使中国队摆脱了落后的局面，起到了“定海神针”式的作用。

## 从政经历
2016年，周苏红出任中国共青团浙江省委挂职副书记。2019年7月正式担任团省委副书记（副厅级）。
2021年1月24日，浙江省政协常务委员会第十八次会议通过决定，增补周苏红为省政协委员，并任命她为社会和法制委员会副主任。2023年5月，升任共青团浙江省委书记。

## 個人三大賽榮譽
| 年份   | 世界大賽 (主辦國)                  |
| ------ | ---------------------------------- |
| 2002年 | 第14屆世界女排錦標賽殿軍 ( 德國)   |
| 2003年 | 第9屆世界盃冠軍 ( 日本)            |
| 2004年 | 雅典奧運會冠軍 ( 希臘)             |
| 2006年 | 第15屆世界女排錦標賽第五名 ( 日本) |
| 2008年 | 北京奧運會季軍 ( 中國)             |

## 個人生活
2007年1月，周苏红和排球運動員汤淼领证结婚，但二人決定在北京奥运会后才辦婚礼，希望以好成绩作为新婚贺礼。同年6月，汤淼在随俱乐部球队前往俄罗斯参加友谊赛时，在训练中發生意外導致第六颈椎爆裂性骨折，高位瘫痪。時任主教练的陈忠和了解情况后，马上特批周苏红放假，短暂陪护丈夫。
在坚守五年后，两人在2011年11月正式办理离婚手续，消息至2012年5月24日始首次曝光。